# 愛のプレッツェル
『愛のプレッツェル』（原題：愛のクァベギ 朝: 사랑의 꽈배기 ）は2021年 - 2022年韓国のテレビドラマ。全103話。KBS2連続ドラマで放送された。

## 概要
幼い頃から一緒に育った男女が捻れた家族関係を乗り越えて結ばれる物語。

## 出演
- ハム・ウンジョン（T-ARA）[1][2]
- キム・ジニョプ
- ファン・シネ
- ユン・ダフン

## スタッフ
- 演出：キム・ウォニョン[1][2]
- 脚本：イ・ウンジュ
- 制作：Neo Entertainment

## 日本での放送
日本での放送は2022年4月6日からCSチャンネル・KBS WORLDで放送開始。
- KBS WORLD：2022年4月6日 - [2]
- フジテレビTWO：2022年12月2日[3] -